# Telureto de sódio
Telureto de sódio é o composto químico com a fórmula Na2Te. Este sal é a base conjugada do ácido termicamente instável telureto de hidrogênio, mas é usualmente preparado pela redução de telúrio com sódio.  Na2Te é um material desafiante de manusear porque é muito sensível ao ar. O ar o oxida inicialmente a politeluretos, os quais tem a fórmula Na2Tex (x > 1), e finalmente ao metal Te. Amostras de Na2Te, as quais são incolores quando absolutamente puras, geralmente apresentam-se púrpuras ou cinzas devido aos efeitos da oxidação ao ar.